# HD 154345 b
HD 154345 b是一顆體積相當於木星的太陽系外行星，母恆星是HD 154345。

## 發現
Wright 等人於2006年3月以徑向速度法偵測由行星重力使恆星產生的運動，並於2007年5月確定發現該行星。

## 行星狀態
該行星屬於類木行星，質量比木星稍低，半徑與木星大約相同或稍大。該行星可能有衛星系統或環系統。它和母恆星距離4.18天文單位，公轉週期約9.095年。